# Brahmanavadaholekatte, Sorab
Brahmanavadaholekatte là một làng thuộc tehsil Sorab, huyện Shimoga, bang Karnataka, Ấn Độ.